# Christoph Schweigert
Christoph Schweigert (Heidelberg, 7 de outubro de 1966) é um matemático e físico alemão.

## Vida
Schweigert estudou a partir de 1987 fíica e matemática na Universidade de Heidelberg, onde obteve em 1992 o diploma em física teórica. Esteve depois no instituto de pesquisas NIKHEF em Amsterdam, onde obteve em 1995 um doutorado, orientado por Robbert Dijkgraaf (e Jürgen Fuchs), com a tese Galois and simple current symmetries in conformal field theory). Em 2002 foi professor na RWTH Aachen sendo desde 2003 professor de matemática da Universidade de Hamburgo.
Recebeu o Prêmio Gay-Lussac Humboldt de 2006. Foi palestrante convidado do Congresso Internacional de Matemáticos em Madrid (2006: Categorification and correlation functions in conformal field theory, com Jürgen Fuchs e Ingo Runkel)

## Obras
- com Jürgen Fuchs: Symmetries, Lie algebras and representations, Cambridge University Press 1997.
- com Jürg Fröhlich, Jürgen Fuchs und Ingo Runkel: Correspondences of ribbon categories. Adv. Math. 199 (2006), no. 1, 192–329.
- com Jürgen Fuchs und Ingo Runkel: Categorification and correlation functions in conformal field theory. International Congress of Mathematicians. Vol. III, 443–458, Eur. Math. Soc., Zürich, 2006.
- com Jürgen Fuchs, Thomas Nikolaus und Konrad Waldorf: Bundle gerbes and surface holonomy. European Congress of Mathematics, 167–195, Eur. Math. Soc., Zürich, 2010.